# طريق حافلات أوه بان
طريق حافلات أوه بان (بالإنجليزية O-Bahn Busway) هي عِبارة عن نظام نقل سريع يجمع بين الحافلات والقطارات حيث تسير الحافلات مُعدلة على طُرق مخصصة مثل القطارات. تكون للحافلات عجلات جانبية مُرشدة تقوم بتحريك العجلات الأمامية للحافلة عند وجود دوران، فتكون وظيفة السائق الوحيدة هي التحكم في السرعة. صمم دايملر بنز نظام الحافلات لتمكين الحافلات من تجنب ازدحام المرور من خلال مشاركة أنفاق الترام في مدينة إيسن الألمانية. يوجد النظام أيضاً في المملكة المتحدة وأُستراليا في لأديلايد، جنوب أستراليا.

## الطريق

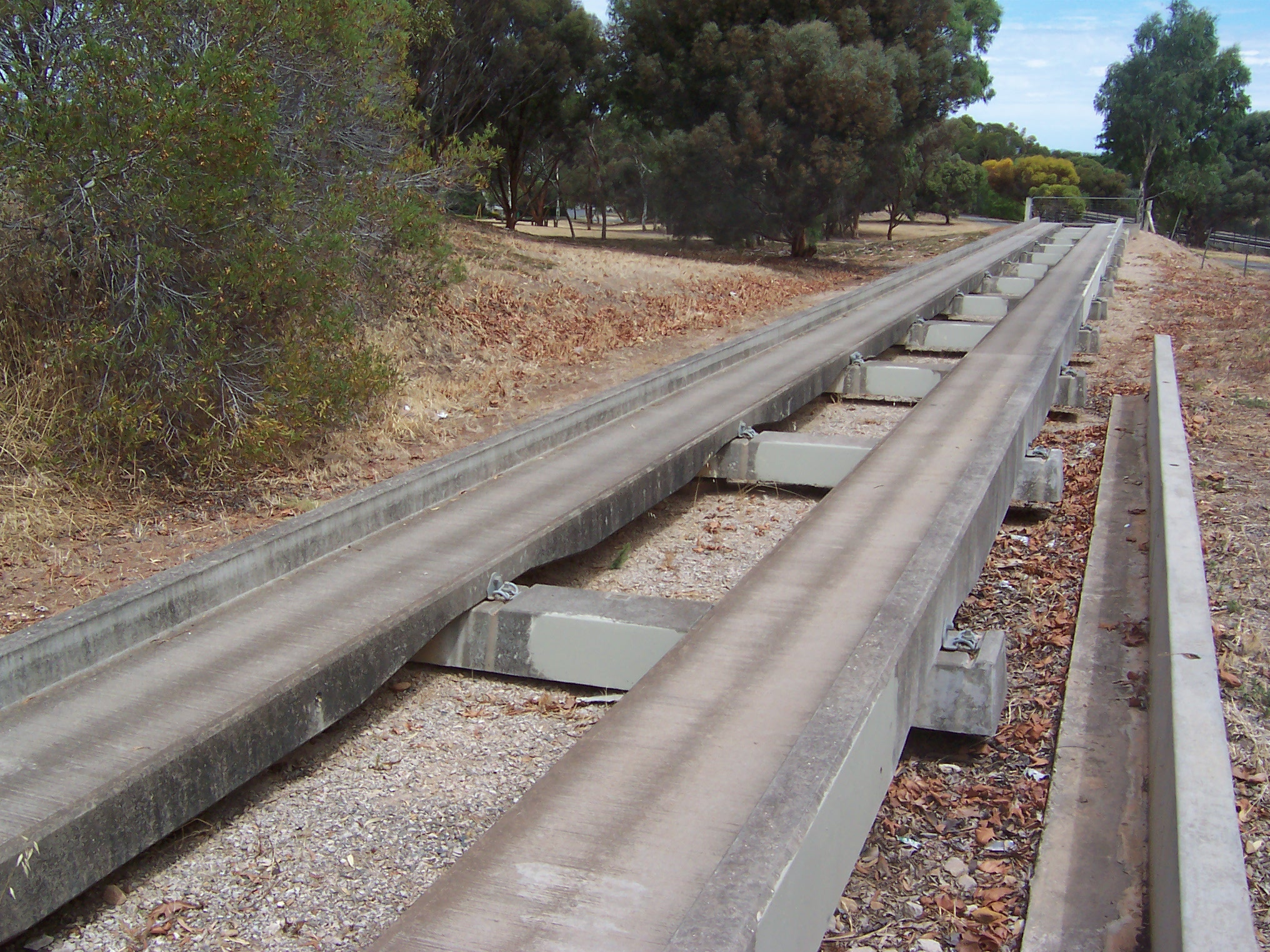
جزء من طريق اختبار حافلات O-Bahn

مسار الحافلات مصنوع من الخرسانة. تُسكب أعمدة خرسانية في الأرض لضمان الاستقرار. المسارات الإسمنتية للحافلات أضيق وأخف من تلك الموجودة في تطوير السكك الحديدية الخفيفة و تقُلل من الضغط على الأرض. المكونات الخرسانية كانت مسبقة الصنع ثم وضعت على الأرصفة.

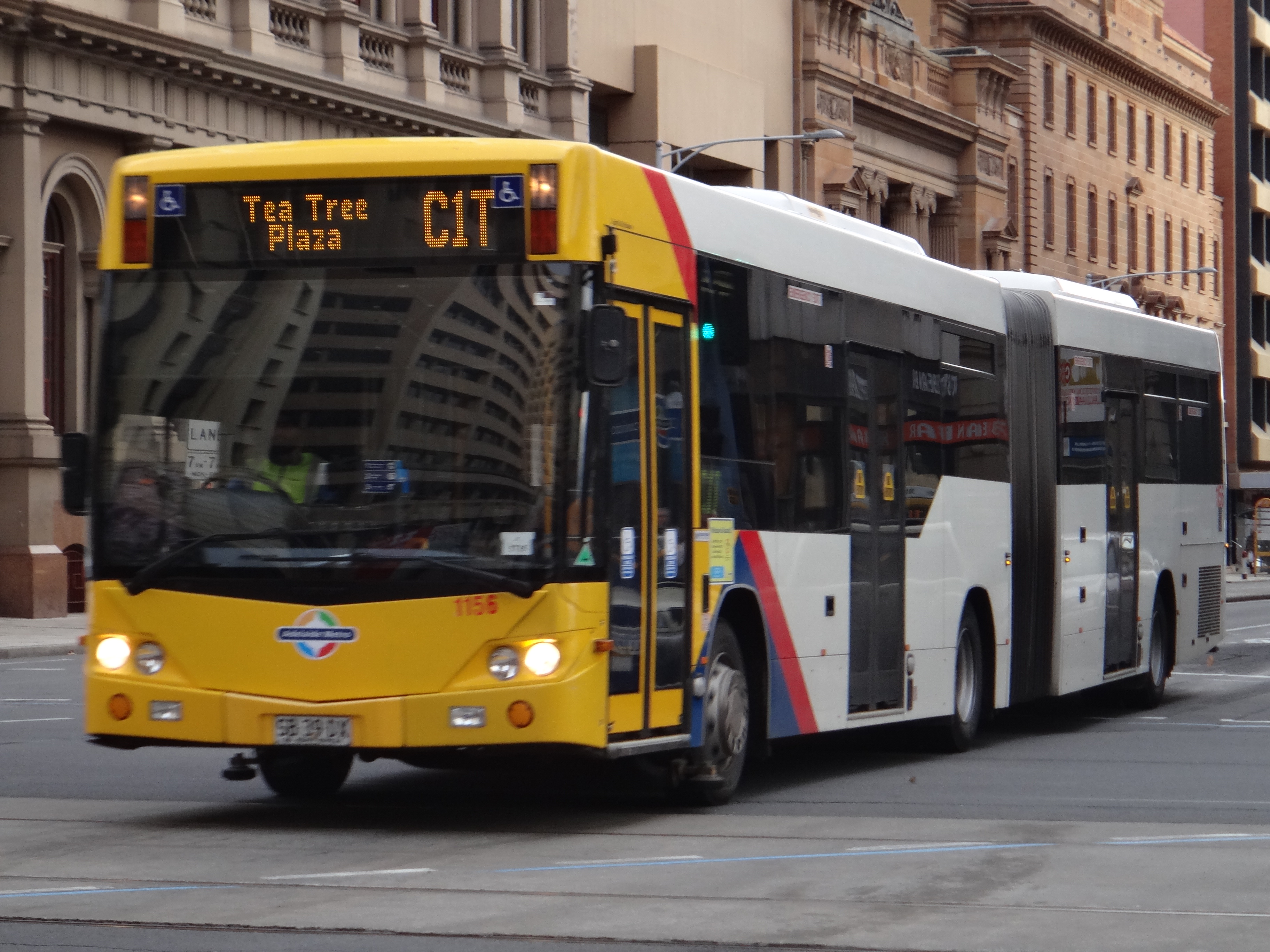
Scania K320UA

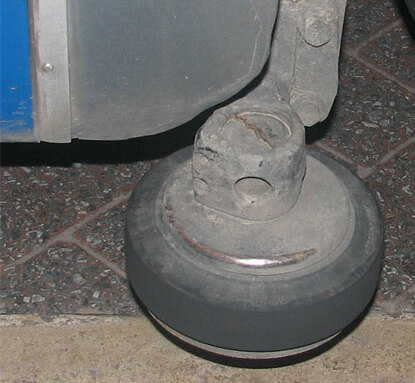
عجلات الإرشاد, تكون على جانبى الحافلة من الأمام, و يتحكمان في مسار الحافلة مع دورانهما في الطريق المُخصص. Guide-wheel

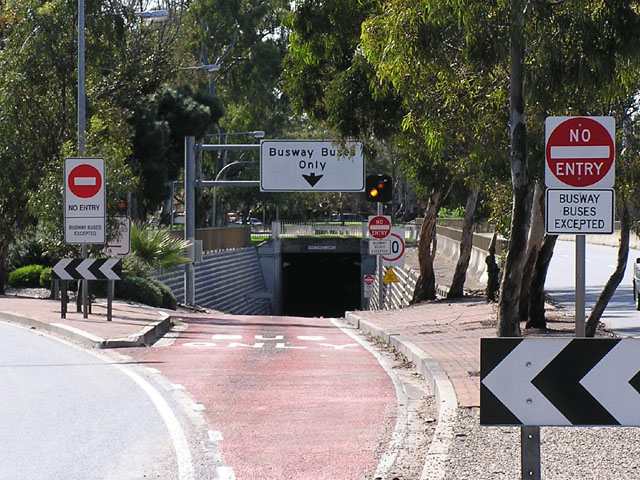
بداية الطريق المخصص لحافلات ال O-Bahn

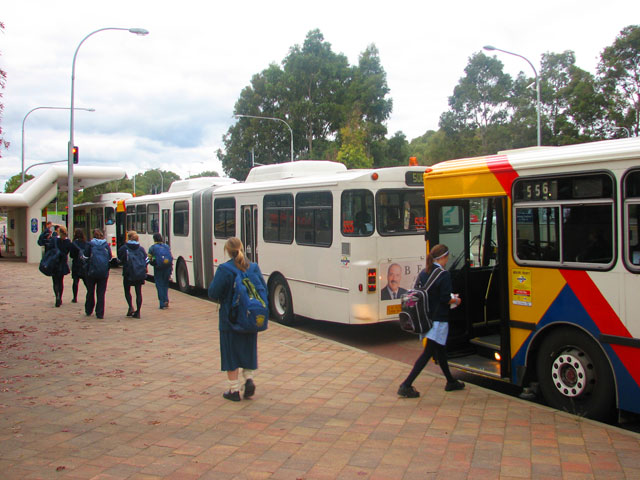
طُلاب يستقلون حافلة O-Bahn

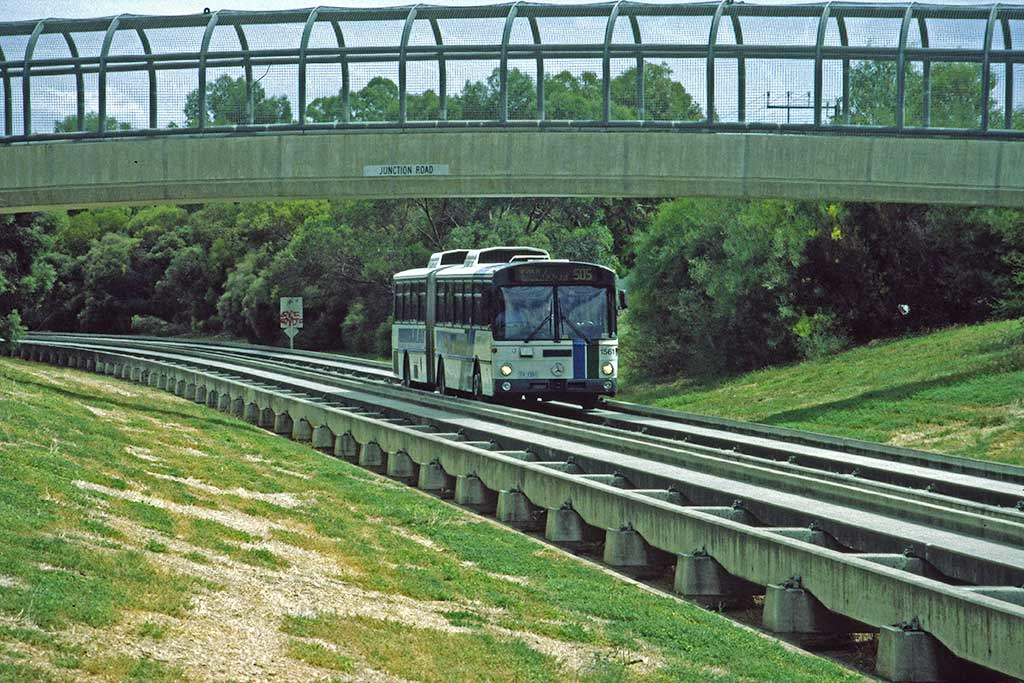
حافلة O-Bahn على الطريق المخصص